# Шарф

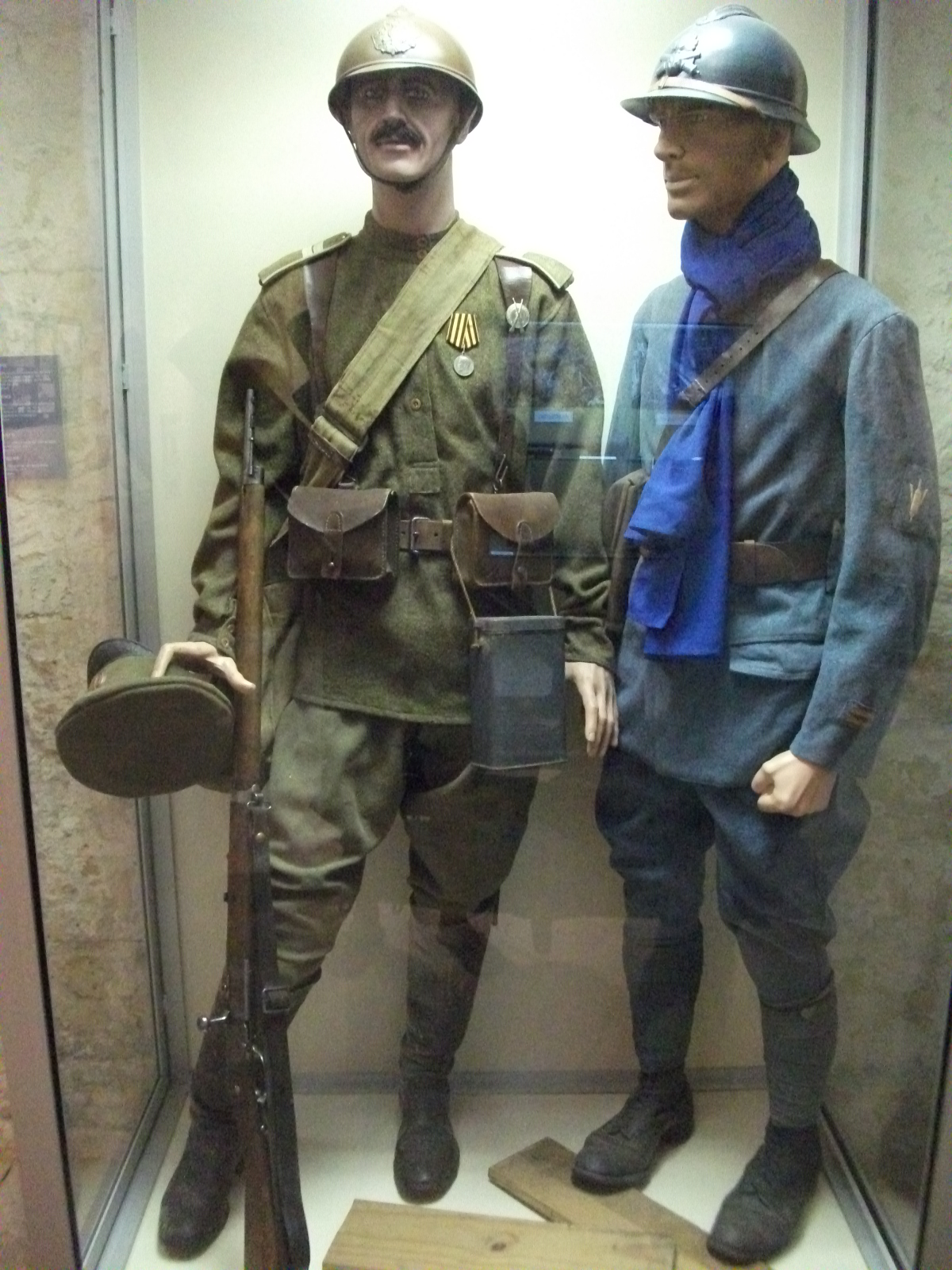
Шарф французского артиллерийского лейтенанта, Первая мировая война, музей, Франция

Шарф (от лат. scirpea — «плетёнка; связанное»; в русский язык вошло через пол. szarfa, szarpa < нем. Schärpe < фр. écharpe — «повязка на руке») — длинный отрез материи, используемый человеком в утилитарных, эстетических, религиозных целях.
Шарф носится вокруг шеи (или талии) для тепла, и может быть изготовлен из самых разнообразных материалов (материй), от шерсти до хлопка и кружев.

## История
История шарфа насчитывает более двух тысяч лет. Впервые шарф появился в древнем Китае. В 1974 году археологи обнаружили монументальное захоронение, относящееся к временам правления китайского императора Цинь Ши Хуан Ди. В гробнице были найдены 7 500 фигур воинов из терракоты. У каждой скульптуры военнослужащего на шее был шарф. Древние китайские воины использовали шарфы с практической целью — обвязывали шею куском материи, чтобы уберечься от холода и ветра.
Слово «шарф» происходит от немецкого Schärpe, заимствованного в русский язык через польский (szarfa, szarpa — «военная повязка, пояс»).
В Русском войске и позднее в армии шарф использовался как знак различия у начальных людей (офицеров) в формированиях солдатской, драгунской и других служб.

## Использование и виды
В Российской империи «шарфом» (начальствующий поясной шарф) называли предмет военной формы одежды, который представлял собой пояс из серебряных, чёрных и оранжевых нитей, с трёхцветными шелковыми просветами в клетку, цвета которых обозначали государство, которому служит офицер, то есть России. Так как уже в 1730-х годах чёрный (эмаль орла), жёлтый (или оранжевый), передавал эмаль — геральдическое золото — поле щита, и белый цвета (белым передавали серебряную фигуру Святого Георгия в щитке на груди орла) стали считать государственными цветами Российской империи. Он был присвоен генералам и офицерам при парадной, строевой и походной формах, а также иногда при сюртуке (генералам и их штабам). При Петре Великом и до Анны Иоанновны шарфы носились через плечо и служили отличием офицерского чина, служили для отличия штаб- от обер-офицеров, у первых кисти были золотыми, у вторых — серебряными. В царствование последующих государей шарфы украшались кистями на левом боку; при Александре II кисти были только у командиров частей и генералов, а затем и вовсе отменены.
- Офицер пехотного полка с 1700 по 1732 год с протазаном[4]
- Офицерские знаки в Русской армии, Шарфы и Эспонтоны с 1732 по 1742 год:
a и c Армейского и Гарнизонного офицера;
b и d Армейского и Гарнизонного штаб-офицера;
e Армейского и Гарнизонного офицера;
f и g Гвардейского обер-офицера

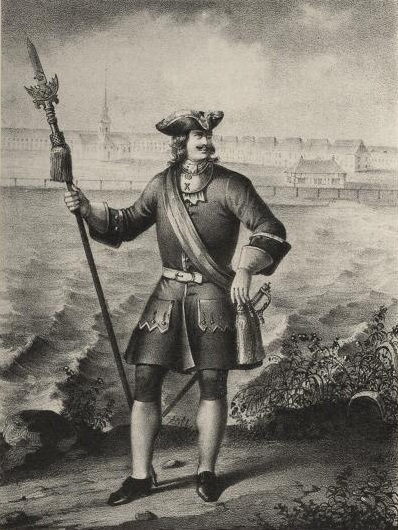
Офицер пехотного полка с 1700 по 1732 год с протазаном
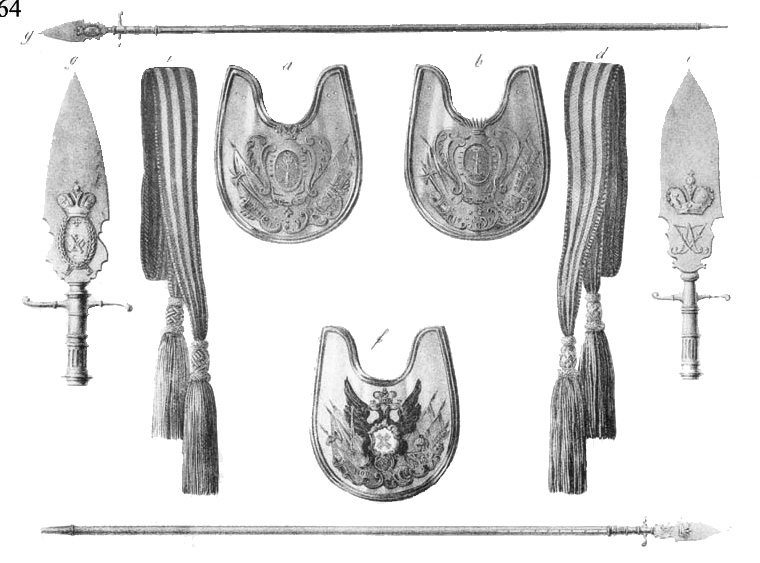
Офицерские знаки в Русской армии, Шарфы и Эспонтоны с 1732 по 1742 год: a и c Армейского и Гарнизонного офицера; b и d Армейского и Гарнизонного штаб-офицера; e Армейского и Гарнизонного офицера; f и g Гвардейского обер-офицера
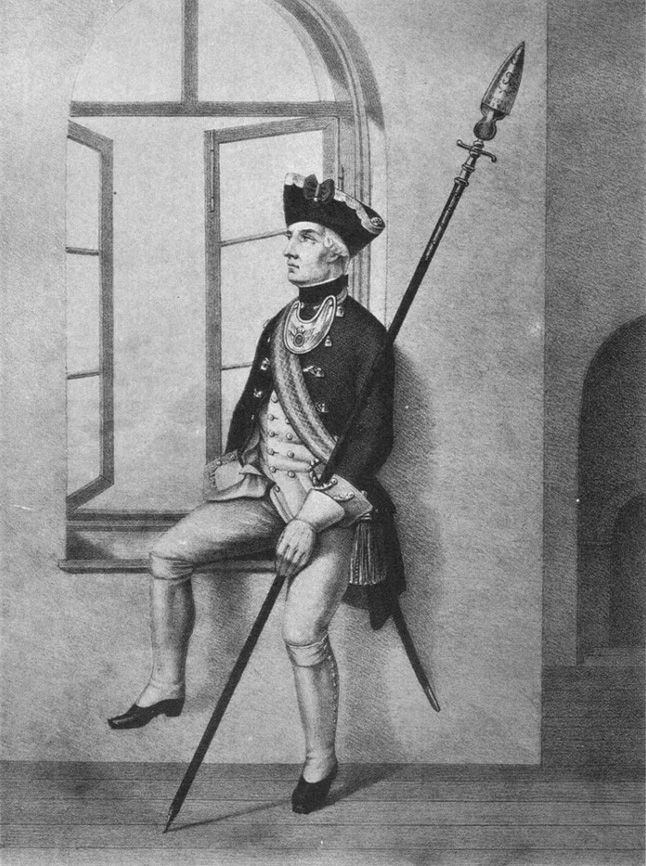
Пехотный офицер с эспонтоном, 1756—1761

В странах с холодным климатом находят применение толстые вязаные шарфы, зачастую шерстяной шарф повязывается вокруг шеи для сохранения тепла. Шарф, как правило, носится вместе с тёплой шапкой.
В странах с сухим климатом и насыщенным пылеобразными загрязнителями тонкие шарфы обматывали вокруг головы, чтобы сохранить волосы чистыми. Эта привычка со временем переросла в традицию, и этот предмет гардероба превратился в аксессуар.
Носят шарф не только на шее, но и на талии, бёдрах, плечах, голове.

### Шарф-скейч

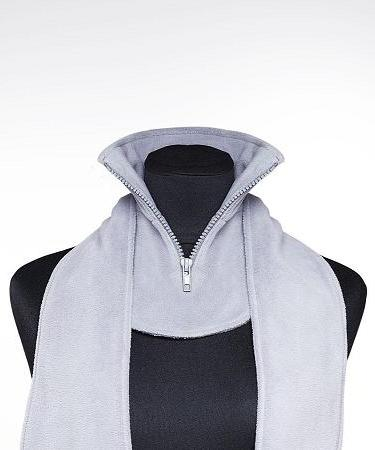
Шарф-скейч

Шарф-скейч — разновидность шарфа, выполняющего одновременно как функции классического шарфа, так и функции воротника-стойки. Отличается от классического шарфа тем, что имеет в средней части уширение и поперечный разрез, края которого могут соединяться между собой при помощи молнии, застёжки-липучки, или иного вида застёжки. Наличие разреза с застёжкой позволяет расстёгивать воротниковую часть шарфа-скейч.

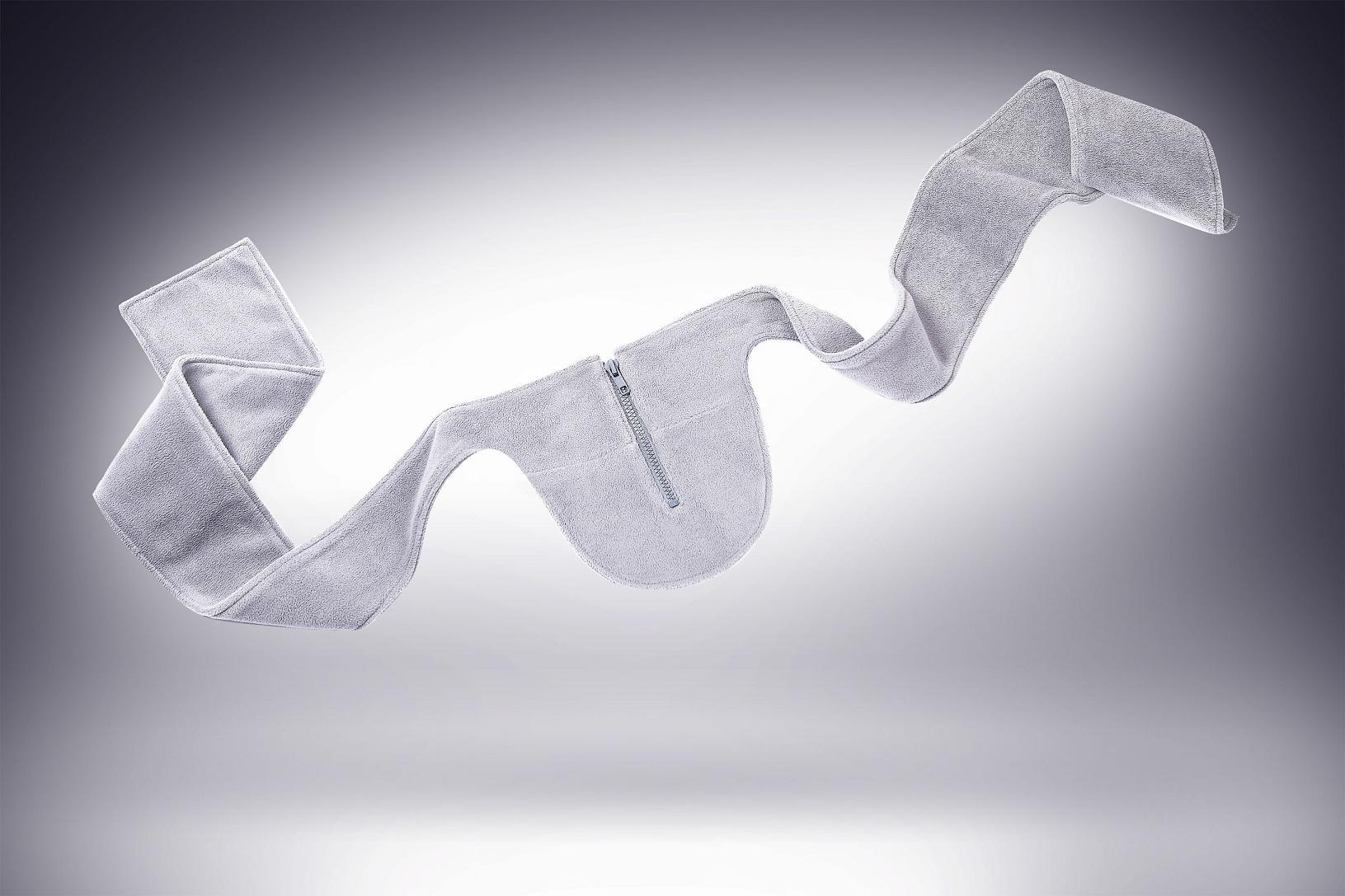